# Thompson Mann
Harold Thompson (Thompson) Mann (Norfolk (Virginia), 1 december 1942 - Amesbury (Massachusetts), 4 april 2019) was een Amerikaans zwemmer.

## Biografie
In september 1964 zwom Mann een wereldrecord op de 100 meter rugslag met een tijd van 1.00,0.
Tijdens de Olympische Zomerspelen van 1964 won Mann de gouden medaille op de 4x100 meter wisselslag in een wereldrecord, als startzwemmer zwom hij de 100 meter rugslag als eerste man binnen de minuut. Omdat de 100 meter rugslag de startafstand is van de wisselslagestafette werd deze tijd erkend als wereldrecord.
De 100 meter rugslag werd tijdens de spelen vervangen door de 200 meter rugslag.

## Internationale toernooien
| Jaar | Olympische Spelen |
| ---- | ----------------- |
| 1964 | 4x100m wisselslag |

1960: McKinney, Hait, Larson, Farrell ·
1964: Mann, Craig, Schmidt, Clark ·
1968: Hickcox, McKenzie, Russell, Walsh ·
1972: Stamm, Bruce, Spitz, Heidenreich ·
1976: Naber, Hencken, Vogel, Montgomery ·
1980: Kerry, Evans, Tonelli, Brooks ·
1984: Carey, Lundquist, Morales, Gaines ·
1988: Berkoff, Schroeder, Biondi, Jacobs ·
1992: Rouse, Diebel, Morales, Olsen ·
1996: Rouse, Linn, Henderson, Hall ·
2000: Krayzelburg, Moses, Crocker, Hall ·
2004: Peirsol, Hansen, Crocker, Lezak ·
2008: Peirsol, Hansen, Phelps, Lezak ·
2012: Grevers, Hansen, Phelps, Adrian ·
2016: Murphy, Miller, Phelps, Adrian  ·
2020: Murphy, Andrew, Dressel, Apple  ·
2024: Xu, Qin, Sun, Pan